# Годеч (община)
Годеч (болг. Община Годеч) — община в Болгарии. Входит в состав Софийской области. Население составляет 6052 человека (на 21.07.05 г.).

## Состав общины
В состав общины входят следующие населённые пункты:
1. Бракёвци
2. Букоровци
3. Бырля
4. Врыдловци
5. Вырбница
6. Гинци
7. Годеч
8. Голеш
9. Губеш
10. Каленовци
11. Комштица
12. Лопушня
13. Мургаш
14. Равна
15. Разбоиште
16. Ропот
17. Смолча
18. Станянци
19. Туден
20. Шума

1. ↑  НСИ Националният регистър на населените места (болг.)